# Arthur Cecil Pigou
Arthur Victoria Cecil Pigou (né le 18 novembre 1877 à Ryde – mort le 7 mars 1959 à Cambridge) est un économiste britannique. Il a particulièrement travaillé sur l'économie du bien-être (« Welfare Economics »), et a introduit la notion d'externalité négative. Élève d'Alfred Marshall, Arthur Cecil Pigou fut également collègue de John Maynard Keynes à Cambridge.
Il a donné son nom aux concepts de taxe pigouvienne et d'effet Pigou.

## Travaux
Arthur Cecil Pigou s'est interrogé sur la façon d'approcher la répartition optimale des revenus dans une économie donnée, afin de favoriser une croissance économique aussi rapide que possible. Dans cette perspective, il adopte une approche orthodoxe des salaires, fondée sur les comportements d'agents économiques sur un marché, en opposition à une analyse en termes d'agrégats. Selon Pigou, seule la flexibilité des salaires est susceptible de faire disparaître le chômage et de permettre la meilleure répartition possible des revenus. Les crises des années 1920 et 1930, durant lesquelles Pigou a élaboré ses théories, s'expliquent donc par les rigidités qui affectent le marché du travail et perturbent la flexibilité salariale  : salaire minimum, allocations chômage, coalitions de salariés (syndicats) etc.
Cette analyse, très classique, a été vivement critiquée par John Maynard Keynes pour lequel Pigou représentait l'incarnation même de la théorie classique qu'il combattait.
Pigou est aussi connu pour avoir préfiguré l'économie de l'environnement en montrant qu'un agent qui génère des effets externes négatifs fait supporter à la collectivité un coût supérieur à celui qu'il supporte en tant qu'agent privé. L'État doit donc intervenir, par l'établissement de taxes ou de travaux de réparation imposés aux agents responsables, pour éliminer l'écart entre coût social et coût privé. La taxe devient donc un moyen d'éliminer les défaillances du marché. Ronald Coase montra qu'une autre solution est possible : en l'absence totale de coûts de transaction (hypothèse souvent irréaliste), les parties en présence peuvent négocier directement entre elles et trouver un arrangement.

## Œuvre
- Wealth and Welfare, Macmillan, 1912
- The Economics of Welfare, Macmillan, 1920 [lire en ligne]
- Memorials of Alfred Marshall, Macmillan, 1925
- The Theory of Unemployment, Routledge, 1933
- Keynes's General Theory : a Retrospective View, Macmillan, 1950
- Essays in Economics, AMS Press, 1952